# Bondigui
Bondigui è un dipartimento del Burkina Faso classificato come comune, situato nella provincia di Bougouriba, facente parte della Regione del Sud-Ovest.
Il dipartimento si compone del capoluogo e di altri 14 villaggi: Bonfesso, Darodine, Diarkadougou, Intiédougou, Kobogo, Kpèdia, Mougué, Nabalé, Nabéré, Nahirindon, Obro, Sorindigui, Wan e Zanawa-Pougouli.